# Marcelo Ramírez
Marcelo Antonio Ramírez Gormaz (Santiago del Cile, 29 maggio 1965) è un ex calciatore cileno, di ruolo portiere. Ha militato per un totale di 15 stagioni nel Colo-Colo, vincendovi sette titoli nazionali cileni.

## Carriera

### Club
Soprannominato Rambo, ha giocato dal 1984 al 1989 al Colo-Colo, vincendo i campionati 1986 e 1989. Nel 1990 abbandona la compagine di Santiago per giocare nel Naval de Talcahuano, tornando però al club di origine dopo solo una stagione. Nel 1991 vince il titolo nazionale, la Libertadores e la Coppa Interamericana. Nel 1992 vince la Recopa Sudamericana, e nel 1993 un altro titolo nazionale. Vince anche due titoli consecutivi, nel 1996 e nel 1997. È stato nominato calciatore cileno dell'anno nel 1998, e si è ritirato nel 2001.

### Nazionale
In nazionale di calcio cilena è inizialmente il secondo di Patricio Toledo, ma nella Copa América 1995 guadagna il posto da titolare, che nel 1998 gli viene sottratto da Nelson Tapia.

## Palmarès

### Club

#### Competizioni nazionali
- Campionato cileno: 7

Colo Colo: 1986, 1989, 1991, 1993, 1996, 1997, 1998
- Coppa del Cile: 5

Colo Colo: 1985, 1988, 1989, 1994, 1996

#### Competizioni internazionali
- Coppa Libertadores: 1

Colo Colo: 1991
- Coppa Interamericana: 1

Colo Colo:1991
- Recopa Sudamericana: 1

Colo Colo: 1992

### Individuale
- Calciatore cileno dell'anno: 1

1998